# Nicolas Fiévé

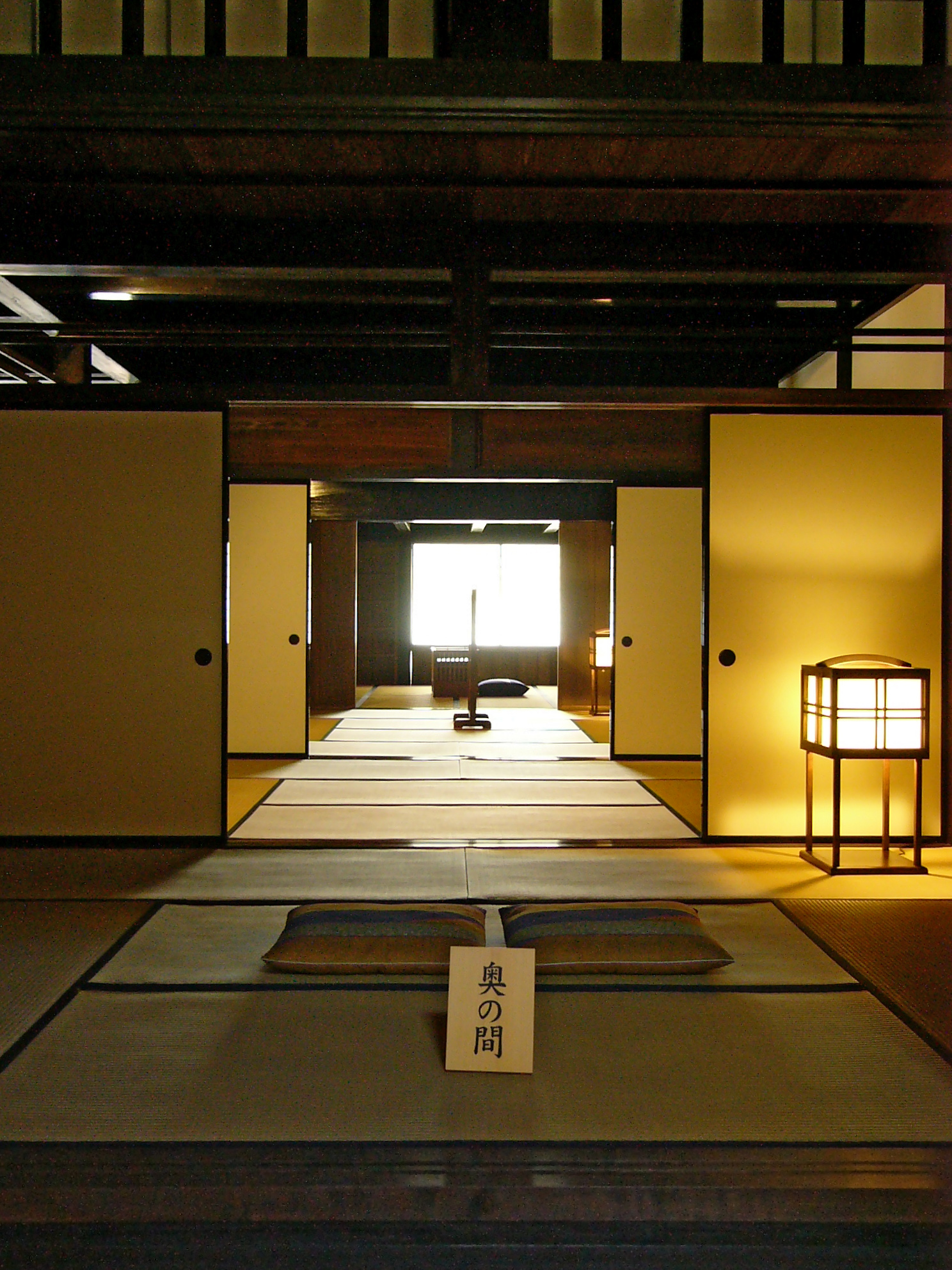
Maison Okada, Itami, préfecture de Hyōgo

Nicolas Bernard Fiévé, né le 16 octobre 1959 à Paris, est un historien français de l’architecture spécialiste du Japon. Il est le fils du décorateur de cinéma Bernard Fiévé. Entré au Centre national de la recherche scientifique (CNRS) en 1993, il est élu en 2007 directeur d’études à la section des Sciences historiques et philologiques (IVe section) de l’École pratique des hautes études (EPHE), où il enseigne l’histoire de l’architecture et des jardins du Japon. Élu en 2015 membre de l'Accademia Ambrosiana (it), il est aussi directeur du Centre de recherche sur les civilisations de l'Asie orientale (CRCAO), de 2014 à 2017, et président de l'Association française des amis de l'Orient (AFAO), de 2022 à 2024. Nicolas Fiévé est aujourd'hui le directeur de l'École française d'Extrême-Orient (EFEO).

## Biographie
Après des études secondaires en section littéraire, Nicolas Fiévé intègre l’École nationale supérieure d’architecture de Paris-La Villette, où il obtient le titre d’architecte D.P.L.G. en 1984. Pendant ses études, Nicolas Fiévé travaille chez l’architecte Claude Calmettes, tout en suivant parallèlement les cours de l’Institut d’urbanisme de l’université de Paris VIII.
Jeune architecte, Nicolas Fiévé part en 1984 pour le Japon. Titulaire d’une bourse d’étude du gouvernement japonais, il devient chercheur au Laboratoire de théorie architecturale du Professeur Katō Kunio 加藤邦夫, à l’université de Kyōto. Architecte et phénoménologue, disciple du moderniste Masuda Tomoya 増田友也 (1914-1981), qui avait introduit l’anthropologie architecturale au Japon, et auquel il avait succédé depuis peu à l’université, Katō Kunio dispensait alors un séminaire sur La phénoménologie de la perception de Maurice Merleau-Ponty (1908-1961), terminait la traduction japonaise de Roots of modern architecture et commençait celle de Genius Loci de Christian Noberg-Schulz (1926-2000). Sous l’enseignement de ce maitre incomparable, qui lui impose d’étudier l’architecture des pavillons de thé du Japon médiéval sous l’angle de la phénoménologie, Nicolas Fiévé commence ses premiers travaux sur l’architecture et la spatialité du Japon médiéval.
À l’issue de ce séjour, au cours duquel il se passionne pour l’apprentissage de la langue et de l’écriture locales, Nicolas Fiévé décide d’approfondir ses connaissances en japonais ancien. De retour en France, en 1986, il obtient l’année suivante le grade de licencié de japonais et intègre le cursus de maîtrise de japonais classique à l’université Paris VII. Il suit alors les enseignements de sino-japonais de Jean-Noël Robert (EPHE), de philologie du Japon ancien de Francine Hérail (EPHE) et ceux de japonais classique de Jacqueline Pigeot (université Paris VII), son directeur de mémoire.
Lauréat en 1988 d’une seconde bourse de recherche du gouvernement japonais, Nicolas Fiévé intègre le cursus de doctorat dans le laboratoire Katō, au département d’architecture de l’université de Kyōto (1990-1993), période durant laquelle il travaille à la rédaction d’une thèse française, dirigée par Jacqueline Pigeot, sur l’habitat des élites à l’époque des Ashikaga. Durant ces années, il suit le séminaire du professeur Katō consacré à l’étude et de textes majeurs de l’esthétique et de l’architecture japonaises, comme Paysage [spirituel] de la maison et du jardin de Masuda Tomoya, Fûdo de Watsuji Tetsurō 和辻哲郎 (1889-1960) et Structure de l’iki de Kuki Shūzō 九鬼周造 (1848-1941). C’est à cette période qu’il travaille quelque temps à l’Atelier Ryō, l’agence de l’architecte Kinoshita Ryōichi, où il participe au relevé complet de maisons rurales de la région de Shiga.
De retour en France, en 1993, Nicolas Fiévé obtient le grade de docteur en Études de l’Extrême-Orient (spécialité « études japonaises »), avant d’entrer la même année au CNRS, comme chargé de recherche. Nommé à l’Institut d’Asie orientale de Lyon, il y travaille trois ans, avant de rejoindre l’équipe Civilisation japonaise du Collège de France, où il retrouve comme condisciples plusieurs enseignants qui l’avaient formé : Paul Akamatsu, Francine Hérail, Jacqueline Pigeot, Jean-Noël Robert, Jean-Jacques Tschudin et Cécile Sakai. Cette unité mixte du CNRS et du Collège de France, fondée à l’origine par Bernard Frank (1927-1996), fusionne en 2006 avec deux autres laboratoires de l’EPHE, les équipes Civilisation chinoise et Civilisation tibétaine, pour former le Centre de recherche sur les Civilisations de l’Asie orientale (CRCAO), UMR 8155 du CNRS rattachée à l’EPHE, au Collège de France et à l’Université Paris Diderot. Impliqué dans le processus de création du CRCAO, Nicolas Fiévé en devient le directeur adjoint au côté de l’archéologue et sinologue Alain Thote (EPHE), de 2006 à 2010, puis le directeur, de 2014 à 2016.
Nommé membre de la section 33 (Histoire du monde moderne et contemporain) du Comité national de la recherche scientifique en 2007, Nicolas Fiévé est élu la même année directeur d’études à l’EPHE.

## Œuvre
L’œuvre scientifique de Nicolas Fiévé s’articule sur deux domaines : d’une part, l’étude des documents anciens (textes littéraires et administratifs, manuels techniques, plans et cartes), relatifs à l’architecture, à l’urbanisme et au paysage (dont les parcs et jardins), documents qui donnent lieu le plus souvent à l’élaboration de lexiques et de glossaires du vocabulaire technique et à des traductions de textes anciens ; de l’autre, le travail in situ, fondé sur le regard et l’expérience sensible de l’architecte. Deux approches complémentaires, souvent difficiles à concilier, mais fruit des deux écoles qui l’ont formé : les études japonaises et la phénoménologie architecturale.
Le travail de terrain est accompli avec les outils de l’architecte : expérience physique des lieux, des espaces, des parcours, des formes, des matières, de la temporalité, des échelles, mais aussi relevés d’architectes fondés sur la mesure, le dessin, la photographie. Jeune chercheur dans les années 1980-1990, Nicolas Fiévé parcourt alors des centaines de sites japonais : palais, temples, villes, jardins. Il travaille plus particulièrement sur une quarantaine de pavillons de thé historiques, qu’il visite et expérimente. L’expérience in situ est ensuite croisée avec l’étude de documents anciens relatifs aux architectures étudiées.
Les premiers travaux sur l’architecture des pavillons de thé (1989), en partie fondés sur ceux de l’architecte et historien Horiguchi Sutemi 堀口捨己 (1895-1984), abordent l’espace architectural du pavillon de thé à travers l’étude des écrits attribués à Takeno Jōō 武野紹鴎  (1502-1555), Sen no Rikyû 千利休 (1522-1585), Yamanoue Shōji 山上宗二 (1544-1590). L’approche philologique des textes est mise au service d’une anthropologie de l’espace, car à travers les anciens récits de ceux qui ont conçu ou expérimenté les édifices et les jardins, c’est bien l’écriture d’une « histoire de l’espace vécu » et une « anthropologie de l’espace historique » que dessine déjà la recherche de Nicolas Fiévé.
Nicolas Fiévé établit peu à peu une méthode de travail qui prend en compte simultanément l’architecture, la spatialité des parcs et des jardins, et, plus généralement, de celle du paysage, architectural et urbain. Suivant cette méthode, L’architecture et la ville du Japon ancien (1996) montre que les mutations spatiales du Kyōto médiéval suivent un processus similaire à l’évolution spatiale des palais, où chacun des sous-ensembles (quartier, temple, sanctuaire, palais, maison, pavillon) forme une bulle autonome, dans laquelle sont répétées des oppositions structurantes de l’espace, semblables tant à l’échelle de la maison qu’à celle de la ville.
Après la rédaction de cet ouvrage, qui reçoit simultanément le Prix Shibusawa-Claudel du journal Mainichi et le Prix Herbert A. Giles de l’Académie des inscriptions et belles-lettres, et dont Mack Horton de l’université de Berkeley fait un compte rendu élogieux, Nicolas Fiévé souhaite entreprendre une histoire de Kyōto qui soit à la fois une anthropologie de l’espace, telle que la lui avait enseignée Katō Kunio à l'université de Kyoto, tout en demeurant ancrée dans la démarche philologique et historique des études japonaises, telle que lui avaient transmise Jacqueline Pigeot et Francine Hérail.
Ainsi naît une équipe franco-japonaise, qu’il réunit autour du programme de recherche « Atlas historique de Kyōto - Analyse d’une spatialité architecturale et urbaine », composée de chercheurs français en études japonaises, comme les historiens Paul Akamatsu, François Macé, Mieko Macé, Nathalie Kouamé, Francine Hérail, Charlotte von Verschuer, et le géographe Philippe Pelletier, ainsi que de spécialistes japonais de l’architecture et de l’urbanisme comme Katō Kunio (加藤邦夫), Takahashi Yasuo (高橋康夫),  Kōzai Katsuhiko, Hirao Kazuhiko, Sendai Shōichirō et Yamasaki Masafumi. La géographe Marie-Françoise Courel apporte au projet la collaboration du laboratoire PRODIG, dont les cartographes Geneviève Decroix et Allix Piot réalisent plus de deux cents cartes originales de Kyōto. Ce programme bénéficie du soutien matériel de la Fondation Toyota pour la recherche, mais aussi du CNRS, du Ministère de la culture (Direction de l’architecture et du patrimoine), de l’UNESCO et du Centre du Patrimoine mondial.
Pour concevoir le programme, Nicolas Fiévé doit à nouveau séjourner à Kyōto, afin d’expérimenter physiquement un ensemble de sites historiques sur lesquels il travaille, ce que permet en 2001 un poste du MAE de pensionnaire à la Villa Kujōyama. La question du milieu demeure au centre de ce projet, dans lequel la ville contemporaine est passée au crible d’une étude architecturale et paysagère fondée sur une longue perspective historique, des origines de la ville à nos jours. L’Atlas historique de Kyōto, publié en 2008, se voit décerner par l’Académie des inscriptions et belles-lettres le prix Carroll des études asiatiques et sa publication touche une large audience internationale, tant en études urbaines que japonaises, comme l’exprime la recension qu’en fait le japonologue Henry Smith II, professeur à l’Université Columbia, publiée en 2010 dans la revue Monumenta Nipponica.
Une délégation au Centre de Kyōto de l’École française d’Extrême-Orient, de juin 2009 à décembre 2010, donne à Nicolas Fiévé la possibilité d’étudier méthodiquement trente-six jardins paysagers de l’archipel japonais, des anciens parcs de la noblesse et de daimyos de l’époque d’Edo, sur lesquels il rapporte en France une volumineuse documentation : relevés, livres, reproductions de plans anciens et plus de 10 000 photographies numériques, qui alimentent depuis lors ses conférences hebdomadaires à l’EPHE.
En découlent aussi les travaux récents sur l’ermitage de Katsura, une villa bâtie au XVIIe siècle par les princes Hachijō, qui montrent comment un enchevêtrement de mythes ont forgé l’histoire d’un lieu, une histoire née du rapport
fondamental qui existe entre la Terre et le Ciel, entre l’humain et le sacré. À travers l’étude de poèmes écrits sur la villa, Nicolas Fiévé montre comment les princes ont invoqué ce génie du lieu pour entreprendre leur projet architectural, conçu comme une ode héroïque à l’esprit des poètes qui avaient incarné les plus grandes heures de la vertu impériale, et dont procède un renouveau paysager sans précédent, qui a marqué durablement l’histoire de l’architecture japonaise.

## Principales publications
- L'architecture et la ville du Japon ancien. Espace architectural de la ville de Kyōto et des résidences shōgunales aux XIVe et XVe siècles, Bibliothèque de l'Institut des Hautes Études Japonaises du Collège de France, Paris, Maisonneuve & Larose, 1996, 358 pages (Prix Herbert A. Giles, décerné par l'Académie des Inscriptions et Belles-Lettres; Prix Shibusawa-Claudel, décerné par l’Ambassade du Japon à Paris).
- Atlas historique de Kyōto. Analyse spatiale des systèmes de mémoire d’une ville, de son architecture et de ses paysages urbains. Avant-propos de Kōichirō Matsuura, préface de Jacques Gernet, Paris, Éditions de l’UNESCO - Éditions de l’Amateur, 2008, 528 pages, 207 cartes (Prix Joseph Carroll, décerné par l'Académie des Inscriptions et Belles-Lettres).
- avec Paul Waley, Japanese Capitals in Historical Perspective : Power, Memory and Place in Kyoto, Edo and Tokyo, London, Routledge-Curzon Press. 2003, 417 pages (réédition paperback en 2006).
- avec Sekiko Matsuzaki-Petitmengin, ルイ･クレットマンコレクション—フランス士官が見た近代日本のあけぼのCollection Kreitmann. L’aube du Japon moderne, vue par un officier français au cours des années 1876-1878. Institut des Hautes Études Japonaises / Équipe Civilisation japonaise du CNRS / Nihon toshokan kyōkai, Tōkyō, I.R.D. shuppansha, 2005, 298 pages + 269 photos (édition bilingue).
- avec Benoît Jacquet, Vers une modernité architecturale et paysagère. Modèles et savoirs partagés entre le Japon et le monde occidental, Bibliothèque de l'Institut des Hautes Études Japonaises du Collège de France, Paris, Collège de France, 2013, VII, 333 pages.
- avec Yola Gloaguen et Benoît Jacquet (dir.), Mutations paysagères de l’espace habité au Japon. De la maison au territoire, Bibliothèque de l’Institut des hautes études japonaises, Paris, Collège de France, 2020, 380 pages.
- avec Xavier Guillot (dir.), Penser la ressource en architecture, numéro thématique des Cahiers de la recherche architecturale, urbaine et paysagère, 9/11, Paris, Ministère de la culture, 2021, 361 pages.